# توم ريدر ريلوديد
توم ريدر ريلوديد (بالإنجليزية: Tomb Raider Reloaded)‏ هي لعبة فيديو أكشن-مغامرات طورتها سكوير إنكس يورب ونشرتها سكوير إنكس، من المقرر إصدارها في 2022 وتعمل على أجهزة أندرويد وآي أو إس. وهي النسخة العشرين من سلسلة توم ريدر.